# Tonny van Ede
Tonny van Ede (Rotterdam, 22 de diciembre de 1924-Zwijndrecht, 17 de febrero de 2011) fue un futbolista neerlandés que jugó de extremo derecho.

## Carrera
Van Ede fue un productor de la cantera del Sparta Rotterdam, siendo éste su único club en las 14 temporadas en las que fue profesional desde 1947. Durante la Segunda Guerra Mundial fue enviado a trabajar a Alemania pero voló a Inglaterra, donde se convirtió en miembro de la Real Brigada de Infantería de los Países Bajos "Princesa Irene Brigade". Consiguió el título de liga en la Eredivisie 1958-59 con el Sparta y en la Copa de Europa del año siguiente fue el primer equipo holandés que llegó a los cuartos de final. Marcó el gol de la victoria contra los Rangers pero el equipo fue eliminado al perder el partido de vuelta por 2-3. En 1962 ganó la Copa con Sparta.
Van Ede jugó dos partidos amistosos con la selección neerlandesa en dos amistosos contra Bélgica y Noruega en abril y septiembre de 1953.
Después de retirarse, van Ede fue nombrado miembro honorífico del Sparta y en 2010 la grada principal del Sparta Stadion Het Kasteel fue nombrada en su honor.
Murió el 17 de febrero de 2011 a los 86 años.

## Clubes
| Club               | País         | Año       | Partidos | Goles |
| ------------------ | ------------ | --------- | -------- | ----- |
| Sparta de Róterdam | Países Bajos | 1947-1963 | 455      |       |